# ایستگاه واکوشی
ایستگاه واکوشی (به لاتین: Wakōshi Station) یک ایستگاه مترو در ژاپن است که در واکو، سایتاما واقع شده‌است.